# Oxynema
Oxynema ist eine Gattung der Spulwürmer mit acht Arten.

## Merkmale
Oxynema-Arten haben die Merkmale der Subuluridae. Das linke Spiculum ist nur schwach kutikularisiert. Der Genitalsaugnapf ist verlängert und ohne Randsaum, jedoch von einer Fläche mit in regelmäßigen Reihen angeordneten Kutikula-Höckern umgeben. Zervikalflügel fehlen.

## Systematik
Das Interim Register of Marine and Nonmarine Genera weist folgende Arten aus:
- Oxynema crassispiculum Sonsino, 1889
- Oxynema indica Gupta & Jaiswal, 1986
- Oxynema linstowi Deshmukh, 1988
- Oxynema numidica Seurat, 1915
- Oxynema rectum Linstow, 1899
- Oxynema suricattae Mönnig, 1931
- Oxynema typicum Kreis, 1940
- Oxynema vijayae Tagade & Kalyankar, 1981

Synonym ist Oxinema Travassos, 1914.